# Khshathra
În mitologia persană, Khshathra sau Khshathra Vairya este un zeu aparținând grupului Amesha Spentas, este o personificare a suveranității oportune, dorite și este asociat metalului. El este apărătorul săracilor, chiar dacă de multe ori apără roialitatea. El instituie pacea în lume folosindu-și armele, iar atributele sale sunt coiful său de luptă, scutul și lancea. A șasea lună din an îi este dedicată. Arhidemonul Saurva îi este eternul oponent. 